# Maymena misteca
Maymena misteca là một loài nhện trong họ Mysmenidae.
Loài này thuộc chi Maymena. Maymena misteca được Willis J. Gertsch miêu tả năm 1960.